# دنجر ماوس
برایان جوزف برتون با نام هنری دنجر ماوس (انگلیسی: Danger Mouse؛ زادهٔ ۲۹ ژوئیهٔ ۱۹۷۷) موسیقی‌دان، ترانه‌سرا و تهیه‌کنندهٔ موسیقی اهل ایالات متحده آمریکا است. او نخستین بار سال ۲۰۰۴ با آلبوم خاکستری که تلفیقی از موسیقی آلبوم سفید بیتلز و کلامِ آلبوم سیاه جی زی بود، به شهرت رسید. دنجر ماوس سال ۱۹۹۹ با سیلو گرین، گروه نارلز بارکلی و سال ۲۰۰۹ با همکاری جیمز مرسر، گروه بروکن بلز را تشکیل داد. او همچنین به عنوان تهیه‌کننده با گروه‌ها و هنرمندانی نظیر گوریلاز، بک هانسن و بلک کیز همکاری داشته است.
دنجر ماوس مجموعاً ۱۸ بار نامزد جایزه گرمی و ۵ بار موفق به دریافتِ آن شده است. مجله اسکوایر او را در رتبهٔ ۷۵اُم از تأثیرگذارترین افراد قرن بیست‌ویکم جای داد.